# 天童市立荒谷小学校
天童市立荒谷小学校（てんどうしりつ あらやしょうがっこう）は山形県天童市にある公立小学校。

## 所在地
- 山形県天童市大字荒谷7857番地

## 沿革
- 1957年（昭和32年） - 豊栄村立荒谷小学校として山寺小学校より独立開校
- 1962年（昭和37年） - 合併により、天童市立荒谷小学校に改称。。
- 1963年（昭和38年） - 天童市立第十小学校に改称。
- 1976年（昭和51年） - 天童市立荒谷小学校に改称。

## 学区
- 嘱託区1001 - 1009(上荒谷、荒谷、荒谷原、八千代台地区）[2][3]

## 卒業後
- 第一中学校へ進学する。